# Lew Elder
Lewis „Lew“ Robert Elder (* 10. März 1905 in Derry, Nordirland; † 15. Mai 1971 in Lindsay (Ontario)) war ein kanadischer Radrennfahrer.

## Sportliche Laufbahn
Elder, der in Nordirland geboren wurde, war im Bahnradsport und im Straßenradsport aktiv. Als Lew Elder sieben Jahre alt war, zog er mit seiner Familie nach Kanada und sie ließen sich in Toronto nieder. Er begann seine Radsportkarriere im Alter von 23 Jahren und nahm die kanadische Staatsbürgerschaft an. Elder war Teilnehmer der Olympischen Sommerspiele 1928 in Amsterdam. Im 1000-Meter-Zeitfahren kam er zeitgleich mit Bertie Donelly auf den 11. Rang. In der Mannschaftsverfolgung wurde der kanadische  Bahnvierer mit Lew Elder, James Davies, Andy Houting und William Peden auf dem 9. Rang klassiert. Das olympische Straßenrennen beendete er nicht. In der Mannschaftswertung kam Kanada mit Joe Laporte, Alfred Tourville, William Peden und Lew Elder auf den 14. Platz.
Von 1923 bis 1928 gewann Elder zehn regionale und nationale Titel im Radsport. Er wurde 1930 Berufsfahrer und bestritt auch Rennen in Europa. 1930 siegte er mit Horace Horder als Partner im Sechstagerennen von Montreal. Mit Freddy Zach siegte er 1931 im Sechstagerennen von Vancouver. Insgesamt bestritt er 24 Sechstagerennen. 1937 trat er vom Radsport zurück.